# Plantation de Wade's Green
La plantation de Wade's Green est une ancienne plantation de coton, dont les ruines sont les mieux conservées des Îles Turques-et-Caïques. Elle est située à Kew, au nord de l'île de North Caicos.

## Historique
Fondée comme plantation de coton par le loyaliste Wade Stubbs en 1789, les terres lui ont été attribuées par le roi George III, en compensation des pertes subies pendant la guerre d’indépendance des États-Unis.
À l’époque des plantations, l’esclavage était légal dans les territoires britanniques et de nombreuses plantations des Antilles britanniques étaient exploitées par la main-d’œuvre esclave, et Wade’s Green ne faisait pas exception. Les archives montrent que les premiers esclaves Îles Turques-et-Caïques étaient des esclaves africains ramenés des Bermudes à la fin des années 1700 et que la majorité des esclaves suivants étaient venus avec des loyalistes britanniques d'Amérique après la Révolution américaine. En 1834, le Parlement britannique a promulgué la loi sur l'abolition de l'esclavage qui est alors devenu illégal dans la plupart des territoires britanniques, y compris les Antilles britanniques.
Wade Stubbs devint probablement le planteur le plus prospère de l'histoire des îles Turques-et-Caïques. À sa mort, en 1822, il possédait 384 esclaves et plus de huit mille hectares au-dessus des îles Caicos, dont Wade's Green sur North Caicos, la plantation de Haulover sur Middle Caicos, et la plantation de Cheshire Hall à Providenciales.
De nombreux bâtiments composent la plantation, notamment la Grande Maison, la cuisine, la maison du surveillant, le quartier des esclaves et les bâtiments de stockage.
La période des plantations aux îles Turques-et-Caïques a commencé à s’achever dans les années 1820 en raison de la dégradation des sols, des maladies touchant les plantes et les insectes, ainsi que de l’évolution des marchés mondiaux. L'agriculture avait cessé d'être la principale industrie de soutien des îles Caïques.

## La région de Kew dans l'île de North Caicos
La plantation est située près du village de Kew sur North Caicos, dans cette région qui était le centre de l’agriculture dans les îles à l’époque des Loyalistes. Plusieurs autres plantations étaient situées à proximité, notamment Teren Hill, la Plantation Lewhy Moore, Mount Pleasant, la plantation Street Wall et Saint James Hill.
Comme en témoignent les forêts tropicales sèches actuelles, la région de Kew abrite également les meilleurs stocks d'eau souterraine du pays, la lentille d'eau douce atteignant par endroits une épaisseur de plus de 20 pieds. Ces sources d’eau douce étaient essentielles aux plantations.

## Aujourd'hui
Jusqu'à la dernière décennie, Wade’s Green était principalement envahie par la végétation environnante et seuls les bâtiments principaux étaient accessibles. À mesure que le nombre de touristes à North Caicos augmentait, les terrains de la plantation recevaient une attention plus importante. Actuellement, Wade’s Green est beaucoup plus accessible, avec des chemins non pavés menant aux ruines et des plaques identifient les nombreux bâtiments.
Les terrains autour de Wade’s Green intéressent également les historiens de la nature. Des plantes et des arbres cultivés traditionnellement dans les îles Turques-et-Caïques peuvent être vus le long des sentiers, y compris le coton, le sisal et le papayer. Les bihoreaux violacé, les hérons verts, les petits lézards et le Boa nain, sont également couramment observés autour de la plantation de Wade's Green.